# Всё как у людей
«Всё как у людей» — песня Noize MC, бонус-трек записанного различными артистами альбома «Без меня. Трибьют Егора Летова», вышедшего 9 сентября 2019 года. В отличие от остальных композиций альбома, «Всё как у людей» не является кавером одноимённой песни 1989 года с альбома «Здорово и вечно», но включает запись строчки песни «Гражданской обороны».
По словам Noize MC, он является поклонником творчества Егора Летова и в частности песни «Всё как у людей». Кроме голосов Noize MC и Летова, в песне звучит фрагмент аудиозаписи призывов к правопорядку на митинге 3 августа 2019 года, а начинается она записью цитаты Владимира Путина из интервью 1996 года: «Нам всем кажется, — не скрою, и мне иногда так кажется, — что если навести твёрдый порядок жёсткой рукой, то всем нам станет жить лучше, комфортней и безопасней. На самом деле эта комфортность очень быстро пройдет, потому что эта жёсткая рука начнёт нас очень быстро душить». Песня интертекстуально перекликается с другой композицией «Гражданской обороны», «Мы — лёд»: так, куплету «Пока мы существуем, будет злой гололёд, и майор подскользнется, майор упадет, ведь мы – лёд под ногами майора», Noize MC отвечает текстом «Лёд под ногами майора ломается легче, чем корка фалафеля: майор не боится, майор не утонет — майор, если что, в батискафе». Этим он указывает на изменение политической реальности в сравнении с летовской надеждой на перемены.
На следующий день после выпуска трибьют-альбома Noize MC загрузил на свой YouTube-канал клип на песню. Там он исполняет композицию на фоне сменяемых репродукций картин русских художников: «Апофеоз войны» Василия Верещагина, «Купание красного коня» Кузьмы Петрова-Водкина, «Богатыри» Виктора Васнецова, «Последний день Помпеи» Карла Брюллова и «Утро в сосновом лесу» Ивана Шишкина. Куплеты перекликаются с соответствующими картинами, в частности «Купание красного коня» сопровождает текст «А девочка из конной полиции с белым айфоном на белом жеребце...». В социальных сетях песню, вышедшую во время московских протестов, приняли позитивно. За первые сутки клип посмотрело более миллиона человек, поставивших ему 300 тысяч «лайков». Издания отмечали контраст в реакции на это видео и вышедший на 3 дня раньше клип «Москва» от Тимати и Guf, установивший рекорд по «дизлайкам» и удалённый авторами в день выхода клипа Noize MC. Музыкальный публицист сайта проправительственного канала RT особой разницы между двумя песнями не заметил и назвал «Всё как у людей» примитивной политической агиткой.
Песня подняла Noize MC на новую волну популярности. На апрель 2022 года клип, просмотренный более 25 миллионов раз, получил более миллиона «лайков».  Впоследствии чуть изменённая версия песни была включена в самостоятельный альбом «Выход в город». 